# Serial (подкаст)

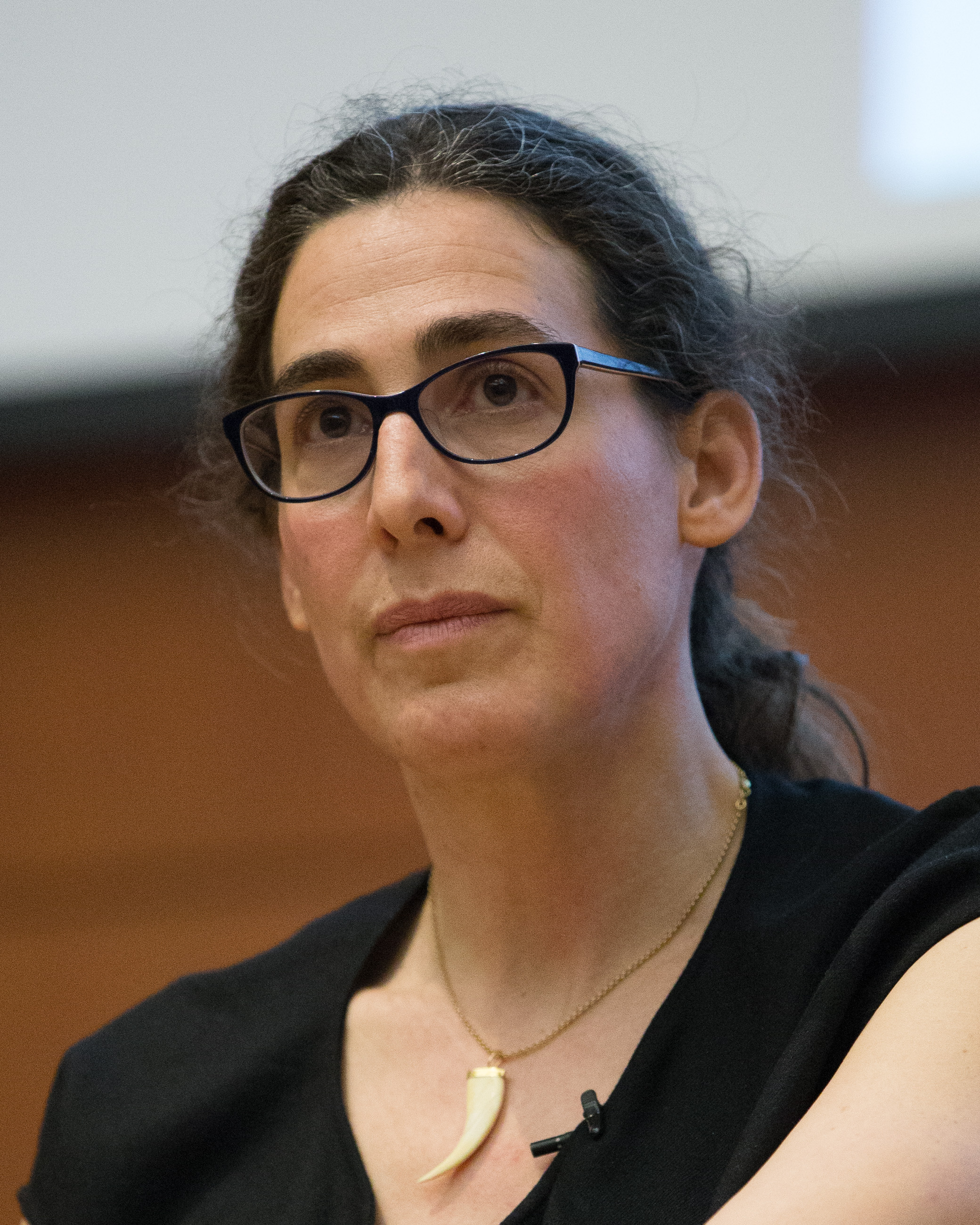
Продюсер и ведущая Serial Sarah Koenig

Серийный (англ. Serial) — это подкаст журналистских расследований, организованный Сарой Кениг и Джули Снайдер, повествующий в нескольких эпизодах документальную историю. Подкаст был разработан This American Life. По состоянию на июль 2020 года он принадлежит The New York Times. В первом сезоне расследовалось убийство в 1999 году Хэ Мин Ли, 18-летней студентки средней школы Вудлон в Балтиморе. Второй сезон был посвящен сержанту Боу Бергдалю, солдату американской армии, которого талибы удерживали в течение пяти лет, а затем обвинили в дезертирстве. Третий сезон, дебютировавший в сентябре 2018 года, исследует дела в комплексе Justice Center в районе Кливленда.

## Описание подкаста
Один из создателей подкаста, Сара Кениг сказала, что Serial об основах: любви и смерти, справедливости и правде. Все это, по словам Кениг, большие вещи. Она также отметила, что это не оригинальная идея: «Может быть, в форме подкаста это так, и пытаться сделать это как документальную историю очень, очень трудно. Но попытка сделать это как сериал, это так же старо, как Диккенс.»
Журнал New York Magazine сообщил, что Фил Лорд и Крис Миллер, режиссеры фильмов Лего. Фильм и Мачо и ботан будут выпускать телевизионную программу о подкасте, которая будет использовать «закулисный подход, который подробно описывает, как Кениг прошла путь от виртуальной анонимности до создания одного из крупнейших культурных феноменов 2014 года».

### Сезон 1 (2014)
В первом сезоне расследовалось убийство в 1999 году Хэ Мин Ли, 18-летней студентки средней школы Вудлон в Балтиморе. Последний раз ее видели около трех часов дня 13 января 1999 года. Ее труп был обнаружен 9 февраля в Ливин-парке и опознан двумя днями позже. Дело немедленно было расценено как убийство. 12 февраля анонимный источник связался с властями и предположил, что Аднан Масуд Сайед, бывший бойфренд Ли, может быть подозреваемым. Сайед был арестован 28 февраля в 6 часов утра и обвинен в убийстве первой степени, что привело к «некоторому миру» для семьи Ли. 11 марта в средней школе Вудлон состоялась панихида по Ли. Первое судебное заедание по делу Сайеда закончилось ошибкой, но после второго шестинедельного судебного процесса Сайед был признан виновным в убийстве Хэ Мин Ли 25 февраля 2000 года и приговорен к пожизненному заключению. Сайед не выступал перед присяжными.
9 февраля 2015 года Скотт Пелли из CBS News заявил, что эпизоды 1-го сезона сериала были загружены более 68 миллионов раз. К февралю 2016 года эпизоды были загружены более 80 миллионов раз.

#### Вовлеченные люди
- Хэ Мин Ли — жертва убийства, 18-летняя старшеклассница и спортсменка
- Аднан Сайед — бывший бойфренд Ли, который был осужден за ее убийство, его приговор был отменен в 2016 году. 29 марта 2018 года Мэрилендский Апелляционный суд оставил в силе решение о предоставлении Саиду нового судебного разбирательства. Это решение было позже отменено Апелляционным судом штата Мэриленд 8 марта 2019 года, и осуждение Саида было восстановлено.[10] В ноябре 2019 года Верховный Суд Соединенных Штатов отклонил апелляцию на повторное рассмотрение дела.[11]
- Джей Уайлдс — ключевой свидетель на процессе Сайеда и признанный сообщник Сайеда[12]
- Стефани Макферсон — подруга Джея, близкая подруга и одноклассница Сайеда
- Дон — бойфренд Ли в момент ее убийства и коллега по магазину очков Lenscrafters
- Айша Питтман — одноклассница и близкая подруга ли
- Дженнифер (Дженн) Пусатери — близкая подруга Джея
- Дебби Уоррен — подруга Ли, которая сказала, что Ли сказала ей, что она встретится с Доном после школы
- Криста Майерс — одноклассница и близкая подруга Ли и Сайеда, которая вспоминает, что Сайед попросил Ли подвезти его после школы в тот день, когда она исчезла
- Бекки Уокер — одноклассница и подруга, которая вспомниаа, что Ли и Сайед говорили о поездке, которая также сказала, что видела Сайеда после школы
- «Кэти» — подруга Пусатери, которая сказала, что видела Уайлдса и Сайеда в день исчезновения Ли
- Саад Чодри — лучший друг Сайеда
- Асия Макклейн — студентка Вудлонской средней школы и знакомая Сайеда и Ли, сказала, что видела Сайеда в библиотеке во время убийства
- Лаура Эстрада — одноклассница, которая не верила, что Сайед виновен, но которая не думала, что Джей будет лгать о чем-то серьезном
- Ниша — студентка из Силвер-Спринг, доктор медицинских наук и друг Сайеда, ей позвонили с телефона Сайеда в 3:32 вечера, время, в течение которого Сайед утверждал, что у Джея (который не знал Нишу) был его телефон
- Ясир Али — друг Сайеда из мечети
- Рабия Чодри[англ.] — друг семьи Сайеда, старшая сестра Саада Чодри и адвокат, который уже много лет борется за то, чтобы доказать невиновность Аднана
- «Мистер С» — обнаружил тело Ли в Ливин-парке
- Кевин Урик и Кэтлин «Кей Си» Мерфи — государственные обвинители на суде
- М. Кристина Гутьеррес[англ.] — адвокат защиты Сайеда
- Детективы Билл Ритц и Грег Макгилливари — ведущие следователи отдела убийств

### Сезон 2 (2015-16)
В сентябре 2015 года газета «Нью-Йорк Таймс» сообщила, что второй сезон Serial будет посвящен сержанту Боу Бергдалу, солдату американской армии, которого талибы удерживали в течение пяти лет, а затем обвинили в дезертирстве. Пресс-секретарь «Serial» сказал: «В течение последних нескольких месяцев они сообщали о различных историях для обоих второго и третьего сезонов, наряду с другими проектами подкастов.» Первый эпизод сезона был выпущен, без какого-либо предварительного объявления даты выхода, 10 декабря 2015 года.
Во втором сезоне Кениг работала совместно с Марком Боулом, лауреатом премии «Оскар», сценаристом фильмов «Повелитель бури» и «Цель номер один», а также его продюсерской компанией «Page 1». Боал провел серию интервью с Бергдалем в рамках кинопроизводства, над которым он работал, и оба, Боал и Бергдал, дали Кениг разрешение использовать эти отрывки из записанных интервью в эпизодах «Serial». Как заявила Кениг в первом эпизоде второго сезона: "Они приходили к нам и говорили: «Эй, мы делали все эти репортажи об этой истории, и у нас также есть эта лента. Может быть, вы захотите послушать? — И да, мы это сделали, и мы были немного ошарашены, и поэтому мы начали работать с ними. Они поделились с нами своими исследованиями, а также связали нас со многими своими источниками… Мы не имеем никакого отношения к их фильму, но Марк и Page 1 -наши партнеры по 2-му сезону.»
14 декабря 2015 года генерал Роберт Б. Абрамс, глава командования Вооруженных сил Соединенных Штатов в Форт-Брэгге, Северная Каролина, приказал, чтобы Бергдал предстал перед военным трибуналом по обвинению в дезертирстве.
Сара Кениг объявила 12 января 2016 года, что расписание подкастов будет изменено на каждую вторую неделю, чтобы обеспечить более глубокую отчетность и добавить больше информации, чем первоначально планировалось. Служба интернет-радио Pandora Radio транслировала второй сезон «Serial».
3 ноября 2017 года военный судья полковник Джеффри Р. Нэнс вынес вердикт о бесчестном увольнении Бергдала из армии, снижении его звания до рядового и требовании конфискации части его жалованья в течение десяти месяцев и без тюремного заключения. Приговор подлежит пересмотру генералом Робертом Б. Абрамсом, а также может быть обжалован в Военно-уголовном Апелляционном суде Соединенных Штатов. После вынесения приговора «Serial» объявил, что будет работать над «кодой» в течение сезона.

#### Вовлеченные лица
- Сержант Боу Бергдал — удерживался талибами в течение пяти лет, а затем был освобожден в мае 2014 года в обмен на заключенных талибов, содержащихся в лагере Гуантанамо-Бей. В декабре 2015 года он предстал перед военным трибуналом по обвинению в дезертирстве и неподобающем поведении перед врагом.
- Лейтенант Джон Биллингс — командир взвода Бергдаля
- Марк Боал — лауреат премии «Оскар» сценарист фильма «Повелитель бури», брал интервью у Бергдала
- Шейн Кросс — друг из того же взвода, что и Бергдал
- Бен Эванс — солдат, который описал OP Mest, где Бергдал работал
- Даррел Хансон — в одной компании с Бергдалем
- Кайла Харрисон — подруга и дочь Ким Харрисон
- Ким Харрисон — друг Бергдала, идентифицированный как его экстренный контакт
- Джош Кордер — в той же компании, что и Бергдал, записал сообщение для Бергдала по радио
- Остин Лэндфорд — солдат, которого Бергдал должен был сменить в конце смены. Именно Лэндфорд заметил отсутствие Бергдаля и оповестил армию о его исчезновении
- Марк Маккрори — в той же компании, что и Бергдал
- Моджахед Раман (не настоящее его имя) — Талибан, который говорит о захвате Бергдаля
- Джон Турман — в одной компании с Бергдалем

### Сезон 3 (2018)
Третий сезон призван стать анализом нормального функционирования американской системы уголовного правосудия, в отличие от предыдущих двух сезонов, которые следовали за «чрезвычайными» случаями. Остин Коллинз из Vanity Fair прокомментировал, что третий сезон был «всеобъемлющим отчетом об учреждении системы уголовного правосудия». Кениг описала третий сезон как «год наблюдения за обычным уголовным правосудием в самом безобидном, самом захолустном месте, какое только смогли найти: в Кливленде.» Эпизоды рассказывают различные случаи и записываются на пленку в Большом Кливленде, с особым вниманием к делам, рассматриваемым в окружном суде Кайахоги по общим делам в комплексе Justice Center в центре Кливленда.

### Сезон 4 (2024)
Четвёртый сезон был посвящён тюрьме Гуантанамо, её заключённым и надзирателям.

## Разработка и выпуск
Концепция сериала возникла в результате эксперимента, проведённого в подвале Сары Кениг. Кениг и Снайдер выдвинули другую идею на собрании персонала для еженедельной программы мероприятий в течение предыдущих семи дней, которую сотрудники приняли без энтузиазма. Когда Айра Гласс спросил Кениг, есть ли у неё другие идеи, она упомянула подкастинг истории, которая разворачивалась с течением времени, сериализованное повествование. В интервью с «Mother Jones» объяснила, что каждый эпизод будет возвращаться к одной и той же истории, рассказывая следующую главу длинного, правдивого повествования. Первый эпизод сериала был выпущен 3 октября 2014 года, а дополнительные эпизоды еженедельно выходили в интернете. Гласс представил его как спин-офф своей популярной радиопрограммы «Эта американская жизнь» и выпустил в эфир первый эпизод своего шоу. Он объяснил: «Мы хотим дать вам тот же опыт, который вы получаете от великолепного сериала HBO или Netflix, где вы попадаете в ловушку персонажей, и все разворачивается неделя за неделей, но с правдивой историей, а не картинками. Как „Карточный домик“, но вы можете наслаждаться им, пока едете».
| Сезон | Сезон | Эпизоды | Премьера          | Премьера         |
| Сезон | Сезон | Эпизоды | Первый показ      | Последний показ  |
| ----- | ----- | ------- | ----------------- | ---------------- |
|       | 1     | 12      | октябрь 3, 2014   | декабрь 18, 2014 |
|       | 2     | 11      | декабрь 10, 2015  | март 31, 2016    |
|       | 3     | 9       | сентябрь 20, 2018 | ноябрь 15, 2018  |

### Музыка
Николас Торберн выпустил саундтрек к сериалу 17 октября 2014 года. Он включает в себя 15 треков, все короткие инструментальные, и доступен на сайте Bandcamp или транслируется с нескольких обзорных сайтов. Марк Генри Филлипс, который смешивает шоу, также предоставил оригинальные партитуры. Музыкальные титры для 2-го сезона включают Торберна и Филлипса, а также Фрица Майерса и штатного музыкального редактора Кейт Билински.

### Финансирование
Запуск сериала спонсировался Mailchimp, частым рекламодателем подкастов, а оплачиваемые штатные должности первоначально финансировались WBEZ. Признав, что подкаст финансировался из бюджета «Этой американской жизни» во время запуска, продюсер Кениг отметила, что сериал в конечном итоге должен будет генерировать свое собственное финансирование. Она сказала: «Все говорят: „Это подкастинг! Это же интернет! Конечно, где-то должны быть деньги. Мы еще точно не знаем“. Дана Чиввис, другой продюсер, заметила, что, поскольку индустрия все еще находится в зачаточном состоянии, бизнес-модель для подкастинга еще не создана.
Ближе к концу первого сезона продюсеры попросили общественных пожертвований для финансирования второго сезона. В течение недели сотрудники сериала опубликовали объявление о том, что второй сезон стал возможен благодаря пожертвованиям и спонсорству.
В июле 2020 года Serial Productions (компания, стоящая за подкастом „Serial“) была приобретена The New York Times. Techcrunch сообщил, что сделка была оценена в 25 миллионов долларов, и отметил, что Сара Кениг и Джули Снайдер станут сотрудниками Times в результате продажи.

## Критика

### Сезон 1 (2014)
Первый сезон сериала был как культурно популярен, так и критически хорошо принят. Serial занял первое место в iTunes еще до его дебюта, лидируя в рейтинге iTunes более трех месяцев, а также после окончания первого сезона. Он установил рекорд как самый быстрый подкаст, когда-либо достигавший 5 млн загрузок в iTunes store. Дэвид Карр в „Нью-Йорк Таймс“ назвал Serial „первым прорывным хитом подкастинга“. The Guardian охарактеризовала его как „новый жанр аудиоистории“.
Критика со стороны журналистского сообщества была квалифицированной. Во-первых, отметив, что некоторые люди считают, что существует „Ренессанс подкастов“, рецензент из Гарвардской лаборатории журналистики Nieman заметил, что, хотя подкасты не новы, они еще не являются мейнстримом.
Многочисленные обзоры прокомментировали захватывающий характер Serial. Рецензия в журнале New York Magazine связала чувства фанатов по поводу возможности неоднозначного финала с их психологической потребностью в закрытии. Reddit размещает специальный раздел для обсуждения Serial. Slate также „внимательно следит за историей“ и представляет подкаст с обсуждением подкаста каждую неделю после последнего выпуска.
В нескольких обзорах критиковалась этика Serial, в частности решение начать вещание без завершения отчета. Критики говорили, что формат „живого расследования“ приглашал слушателей заниматься собственным сыском, что быстро привело к разоблачению в интернете полных имен и даже адресов людей, которых допрашивала полиция. Другой спорный вопрос заключался в том, правомерно ли использовать убийство Хэ Мин Ли в качестве предмета для развлечения.
Репортаж Сары Кениг также подвергся критике как предвзятый в пользу невиновности Аднана. Круглый стол The Atlantic отметил, что подкаст заставляет слушателя учитывать „предвзятость проверки“ Кениг, тенденцию искать ответы, которые поддерживают ее собственные предвзятые предположения, и что „даже благонамеренный рассказчик не всегда заслуживает доверия.“
Один критик утверждал, что Кениг представила историю убийства двух подростков из числа меньшинств и их культур через призму белых привилегий: „белый переводчик“ топает через общины, которые она не понимает»". Возражение в The Atlantic указывадо: «Serial - это размышление о деле об убийстве и системе уголовного правосудия, о которой сообщалось „всего“ за год, то есть она исследуется с большим усилием и глубиной, чем 99 процентов журналистики, произведенной на любой бит в Америке... Прежде всего, ответ на ошибки никогда не должен препятствовать белым репортерам рассказывать важные истории.»
В интервью Джону Ронсону для The Guardian мать Сайеда Шамим и младший брат Юсуф рассказали, что слушали подкаст и что люди посылали стенограммы Саиду в тюрьму. Юсуф сказал, что подкаст косвенно восстановил связь семьи с его отчужденным братом Танвиром впервые за 15 лет после убийства.

### Сезон 2 (2015-16)
Долгожданный второй сезон Serial вышел в прокат в декабре 2015 года. Тема второго сезона была встречена широко распространенным скептицизмом. В отличие от популярной детективной истории об убийстве, которую расследовал 1-й сезон, фокус 2-го сезона на истории американского солдата Боу Бергдала, который исчез со своего поста в Афганистане в 2009 году, прежде чем был захвачен талибами и впоследствии освобожден в 2014 году, был спорным отчасти из-за взглядов на уход солдата со своего поста, а также из-за громкого судебного разбирательства по его предполагаемому дезертирству.
The Guardian подвела итоги сезона, сказав, что Кениг и ее команда сумели добавить к разговору: «Они не только позволили Бергдалу говорить за себя через серию интервью с режиссером Марком Боулом, но и задали и ответили на вопрос, который никто — включая военных или правительство США — по — видимому, не потрудился расследовать.» Второй сезон Serial был посвящен не столько разгадке тайны, сколько долгосрочным расследованиям и рассказыванию историй. Зак Барон из журнала GQ сообщил, что ему понравился сезон в целом и что он дал бесценный документ о том, каково это — служить в современных войнах, но сказал, что это также «что-то вроде культурного разочарования, по крайней мере по сравнению с прошлым сезоном.»
Подобно критической реакции на первый сезон, некоторые чувствовали, что отсутствие ответов «приводит в бешенство.»
Переход на двухнедельный график в середине сезона заставил некоторых поверить, что сериал теряет импульс. Однако в интервью Entertainment Weekly Сара Кениг и исполнительный продюсер Джули Снайдер заявили, что количество загрузок для 2-го сезона составило 50 миллионов, что было выше, чем к концу 1-го сезона.

### Сезон 3 (2018)
3 сезон получил в основном положительные отзывы. Эндрю Липтак из The Verge назвал это «возвращением в форму». Николас Куах из Vulture назвал его «амбициозным, захватывающим и совершенно другим».
3-й сезон был привязан к 2019 году Media for a Just Society Award in radio by the NCCD.

## Награды
Serial был удостоен премии Пибоди за инновационное изложение длинной научно-популярной истории в апреле 2015 года, отметив, что «Serial поднял подкастинг в культурный мейнстрим», и что это был «эксперимент в долгосрочной форме, нехудожественное аудио-повествование». Он был процитирован за «его инновации формы и его убедительный, сверлящий отчет о том, как решаются вина, истина и реальность». Доктор Джеффри П. Джонс, директор премии Пибоди, прокомментировал подкаст, показавший, «как новые направления и подходы к рассказыванию историй могут оказать значительное влияние на то, как мы понимаем истину, реальность и события».
Популярность сериала и интрига дела, которое он освещал, породили несколько сопутствующих подкастов, таких как Crime Writers on Serial , The Serial Serial и Undisclosed: The State vs.Adnan Syed, последний из которых был спродюсирован Рабией Чодри. S-Town, сотрудничество 2017 года между командами «Этой американской жизни» и Serial, также получил широкое признание.
The New Yorker запустил мультфильм, основанный на сериале.
В июне 2017 года Ассоциация цифровых новостей радио-телевидения объявила, что второй сезон сериала получил Национальную премию Эдварда Р. Марроу за 2017 год за новостной сериал и за его веб-сайт. Премия Марроу вручается в октябре в Нью-Йорке.
По состоянию на сентябрь 2018 года эпизоды первого и второго сезонов были загружены более 340 миллионов раз, установив постоянный мировой рекорд подкастов.